# Mioveni

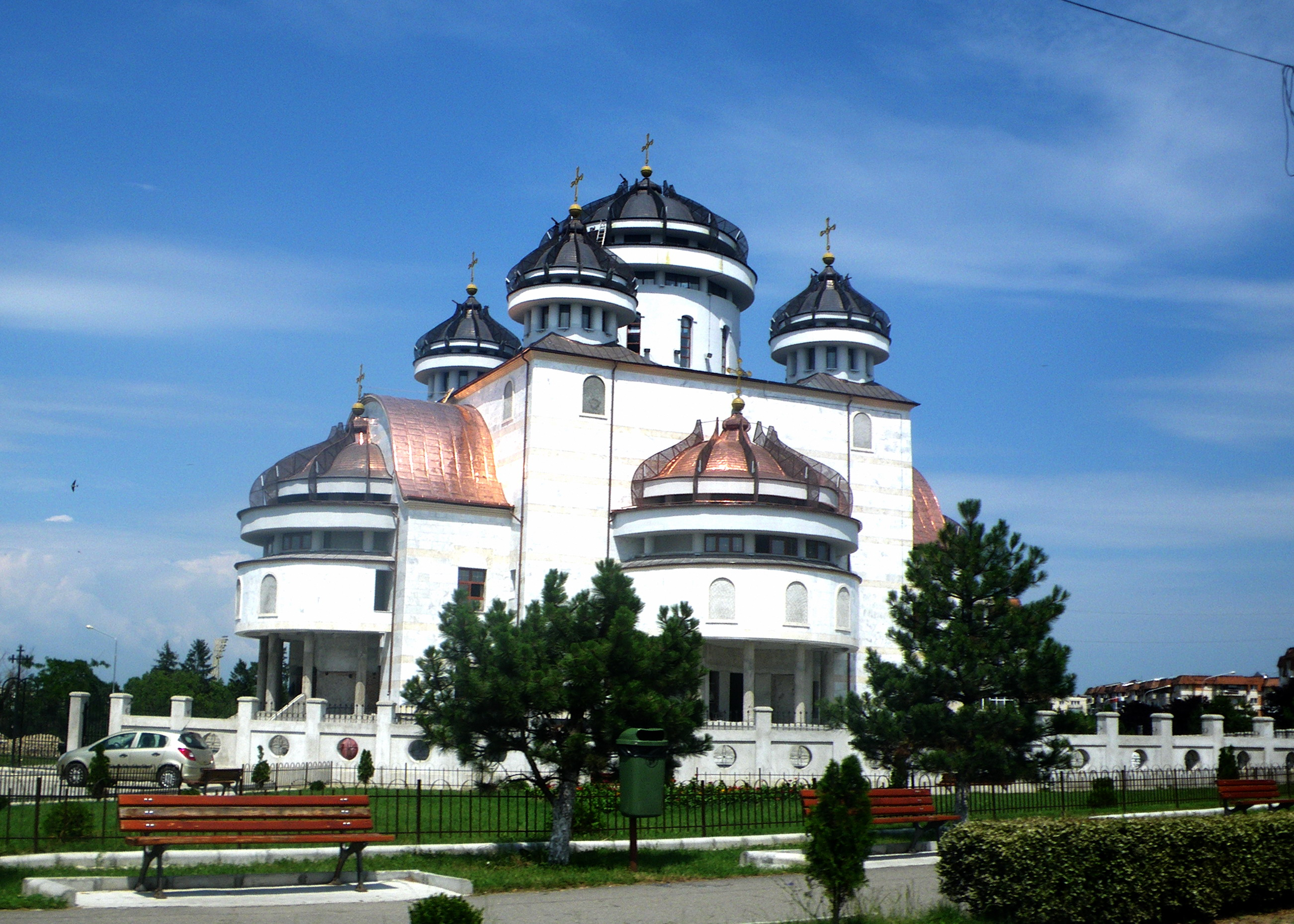
Orthodoxe Kirche in Mioveni

Mioveni ist eine Stadt im Kreis Argeș in der Großen Walachei in Rumänien. Sie hatte im Jahr 2011 ungefähr 31.998 Einwohner und liegt in der Nähe der Stadt Pitești.

## Geografische Lage
Die Stadt Mioveni liegt im Zentrum des Kreises Argeș. Sie befindet sich an der Nationalstraße Drum național 73 Pitești–Câmpulung Muscel – Teil der Europastraße 574 – sowie an der Nationalstraße Drum național 73D und ist 15 Kilometer von der Kreishauptstadt Pitești und 130 km von Bukarest entfernt.

## Nachbarorte
| Curtea de Argeș | Vlădești                                    | Țițești   |
| Merișani        | Kompassrose, die auf Nachbargemeinden zeigt | Dobrești  |
| Budeasa         | Pitești                                     | Călinești |

## Geschichte
Die Stadt Mioveni kann auf eine 500-jährige Geschichte zurückblicken. Eine erste urkundliche Erwähnung stammt aus dem Jahr 1485. Den Namen verdankt die Stadt dem ehemaligen Grundbesitzer Knes Mihu (slavonisch: Mihov), Mihoveni (Mioveni). Bis 1989 hieß sie Colibași. Am 19. April 1989 wurde die Gemeinde Colibași zur Stadt erhoben. Im Jahr 1996 erhielt die Stadt Colibași ihren altertümlichen Namen Mioveni zurück. Die Stadt Mioveni ist in fünf Stadtteile untergliedert: Mioveni, Racovița, Colibași, Făget und Clucereasa.

## Wirtschaft
Mioveni ist Standort für ein Automobilwerk von Dacia, das in der Zwischenzeit von der Firma Renault übernommen wurde. Gebaut werden hier die Modelle Dacia Sandero, Logan und Duster.
Nach 35 Jahren lief am 21. Juli 2004 der letzte Dacia 1310 vom Band. Mit der Privatisierung der Dacia-Plattform hatte eine Umstrukturierung Ende 2004 eine Entlassung von etwa 12.000 Mitarbeitern ausgelöst. Mit der Entwicklung der Automobilproduktion bei der Dacia-Renault-Gruppe entwickelte sich Mioveni zu einer modernen Stadt mit wachsender Wirtschaft in der Automobilindustrie und im Dienstleistungssektor.